# Entiat-Gletscher
Der Entiat-Gletscher liegt im Wenatchee National Forest im US-Bundesstaat Washington an den Nordwesthängen des Mount Maude. An mehreren Punkten losgelöst, liegt der Entiat-Gletscher in einem Kar oberhalb des Entiat Valley; er ist die Quelle des Entiat River. Der südliche Teil des Gletschers ist der größte.:189